# ワイヤレスゲート
株式会社ワイヤレスゲート (英称：WirelessGate, Inc.) は、日本のインターネットサービスプロバイダーおよび仮想移動体通信事業者 (MVNO) の一つである。

## 主な商品・サービス

### ワイヤレスゲートWi-Fi
全国約4万箇所の公衆無線LANスポットにアクセスするアカウントを発行。
- BBモバイルポイント(ソフトバンクテレコム)
※東海道新幹線のN700系車内含む
- Wi2 300のベーシックエリア(ワイヤ・アンド・ワイヤレス)
※SSIDに"premium"を含むAP(オプションエリア)には接続不可
- eoモバイルWi-Fiスポット(ケイ・オプティコム)

### ワイヤレスゲートWi-Fi + WiMAX
UQコミュニケーションズのWiMAXを用いたMVNO事業。
このWiMAXの契約者は前述のワイヤレスゲートWi-Fiアカウントを無償で使用可能。
なお2015年8月現在、新規加入受付は終了している。

### ワイヤレスゲートWi-Fi + WiMAX2+
UQコミュニケーションズのWiMAX2+を用いたMVNO事業。
これもWiMAXサービス同様にワイヤレスゲートWi-Fiアカウントを無償で使用可能。

### ワイヤレスゲート WiFi＋LTE SIMサービス
NTTドコモのXiおよびFOMA網を用いたMVNO事業。
これもSIMカード契約者は前述のワイヤレスゲートWi-Fiアカウントを無償で使用可能。